# Bachelor's Affairs

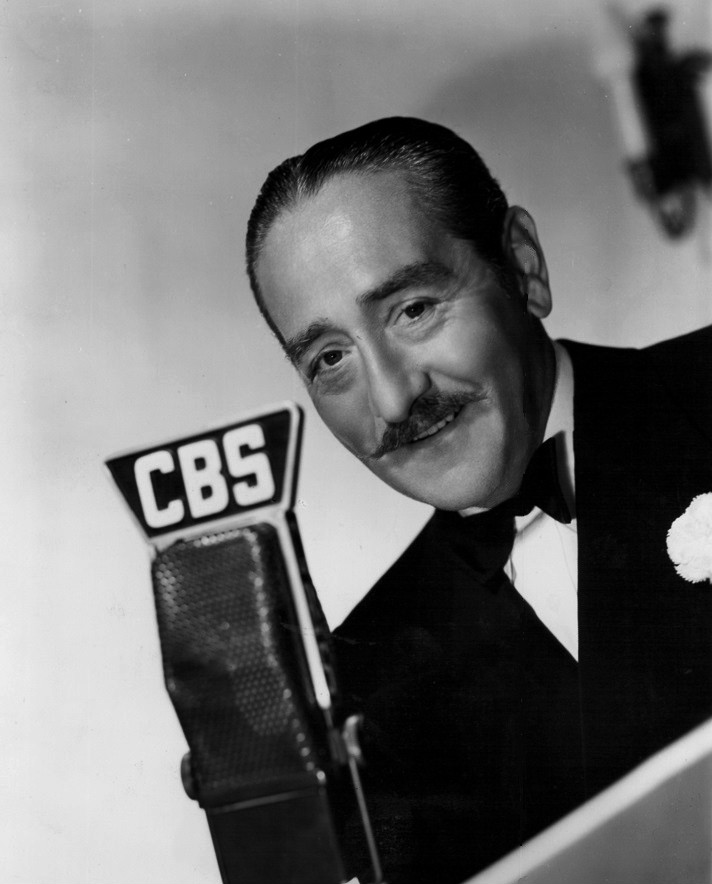
L'acteur Adolphe Menjou.

Bachelor's Affairs est un film américain réalisé en 19L32 par Alfred L. Werker.

## Synopsis
Un milliardaire très âgé tombe sous le charme d'une jeune blonde superbe, mais cette dernière se révèle être à ses yeux inssuportable et tentera avec l'aide d'un ami de la faire divorcer.

## Fiche technique
- Réalisation : Alfred L. Werker
- Scénario : Barry Conners, James Forbes, Philip Klein
- Photographie : Norbert Brodine
- Production : Fox Film Corporation
- Pays d'origine : États-Unis
- Durée : 64 min
- Genre : comédie, noir et blanc
- Date de sortie :
  - États-Unis : 26 juin 1932

## Distribution
- Adolphe Menjou : Andrew Hoyt
- Minna Gombell : Sheila Peck
- Arthur Pierson : Oliver Denton
- Irene Purcell (en) : Jane Remington
- Herbert Mundin : Jepson
- Joan Marsh : Eva Mills
- Alan Dinehart : Luke Radcliff